# Jeg vil ha' dig for mig selv
"Jeg vil ha' dig for mig selv" er en dansksproget sang af den danske musiker Burhan G, der blev et hit på Tracklisten - den officielle danske Top 40 single chart, som nummer 8.
Sangen er fra Burhan G's selv-navngivede album Burhan G, der i høj grad tager udgangspunkt i Milli Vanilli-sangen "Girl You Know It's True". 